# Claudia Pulchra maior
Claudia Pulchra maior was de oudste dochter van Appius Claudius Pulcher (praetor in 57 en consul in 54 v.Chr.). Zij was de eerste vrouw van Marcus Iunius Brutus, die in 44 v.Chr. praetor werd en de geschiedenis zou ingaan als een van de moordenaars van Julius Caesar. Dit huwelijk was zeer nuttig voor Claudia's vader daar Brutus zeer rijk was, en het hem verbond met de leider van de Optimates, Cato de Jongere, die een oom van Brutus was. Toen Claudia's vader in 50 v.Chr. door Publius Cornelius Dolabella van omkoping werd beschuldigd, maakte Brutus deel uit van de factie die hem hielp vrijspreken. In 45 v.Chr. liet Brutus zich scheiden van Claudia, zonder enige reden hiervoor te geven, zodat hij kon trouwen met Porcia Catonis, de dochter van Cato en een nicht van Brutus. Claudia verdwijnt vervolgens uit onze bronnen.